# 지방도 제592호선
지방도 제592호선은 충청북도 청주시 청원구 내수읍 구성리와 괴산군 청안면 부흥리 부흥사거리를 잇는 충청북도의 지방도이다.
2014년 2월 28일에 구 국도 제36호선 구간을 편입하면서 기점이 청주시 청원구 내수읍 구성리로 변경되었다.

## 연혁
- 2003년 2월 14일 : 노선 폐지 및 재지정[2]
- 2008년 12월 26일 : 지방도 도로구역 지정[3]
- 2009년 7월 10일 : 질마재 1.96km 구간 선형개량공사로 인해 도로구역 변경[4]
- 2010년 2월 26일 : 증평 ~ 청안간 도로 확포장공사로 인해 증평군 증평읍 증천리 ~ 괴산군 청안면 금신리 3.576km 구간 도로구역 변경[5]
- 2013년 12월 6일 : 증평군 증평읍 용강리 ~ 괴산군 청안면 금신리 구간 2.37km 확장 개통[6]
- 2013년 12월 13일 : 증평군 증평읍 증천리 ~ 용강리 구간 1.4km 확장 개통[7]
- 2014년 2월 28일 : 구 국도 제36호선 구간을 편입해 기점을 증평군 증평읍 증천리에서 청주시 청원구 내수읍 구성리로 변경. 이에 따라 노선명이 "증평 ~ 청천선"에서 "청주 ~ 청천선"이 됨.[1]

## 주요 경유지
- 청주시
  - 청원구
    - 내수읍 구성리(대영자동차운전학원) - 구성 교차로 - 묵방리 - 은곡리 - 도원리 - 덕암교 - 주성대사거리 - 내수 교차로 - 내수사거리 - 신대교
    - 북이면 신대교 - 대남삼거리 - 북이삼거리 - 현암사거리 - 장재리 - 내추리 - 내추 교차로 - 옥수 교차로 - 옥수삼거리 - 옥수교

- 증평군
  - 증평읍 옥수교 - 초중사거리 - 군청사거리 - 증평시외버스터미널 - 교동리 - 증평체육관 - 증평초등학교 - 증평중학교 - 증천삼거리 - 증천교삼거리 - 용강리

- 괴산군
  - 청안면 청안삼거리 - 청안사거리 - 금신사거리 - 문방사거리 - 질마재 - 문당리 - 운곡리 - 백봉리 - 부흥사거리

## 중복 구간
- 청주시 청원구 북이면 내추 교차로 ~ 증평군 증평읍 군청사거리 : 국도 제36호선과 중복
- 증평군 증평읍 초중사거리 ~ 군청사거리 : 국도 제34호선과 중복

## 도로명
- 청주시 청원구 내수읍 구성리 ~ 증평군 증평읍 군청사거리 : 충청대로
- 증평군 증평읍 군청사거리 ~ 괴산군 청안면 청안사거리 : 광장로
- 괴산군 청안면 청안사거리 ~ 부흥사거리 : 질마로